# Fjelberg
Fjelberg is een voormalige gemeente in de toenmalige provincie Hordaland. De gemeente werd gevormd als formannskapsdistrikt in 1838 en bestond tot 1965. In dat laatste jaar werd het bij Kvinnherad gevoegd. Tijdens het bestaan van de gemeente waren er meermaals delen afgesplitst, waaronder in 1916 Ølen. De gemeente was vernoemd naar het eiland Fjelbergøya waar ook de parochiekerk uit 1722 staat. Bij de opheffing in 1965 telde Fjelberg 2308 inwoners.